# Juego de contar
El juego de contar es un juego cooperativo usualmente jugado por una gran cantidad de participantes, posiblemente tan pocos como tres o tantos como veinte, pero funcionando mejor con alrededor de diez.

## Reglas
Como un grupo, los jugadores deben contar desde 1 hasta 20, sujetos a ciertas reglas (el número 20 es de cierta forma arbitrario y puede ser cambiado). Las reglas son:
- Cuando dos jugadores dicen al mismo tiempo un número, o si cualquier jugador cuenta fuera de orden, el conteo comienza nuevamente desde 1. Es difícil determinar cuándo dos jugadores dijeron un número precisamente al mismo tiempo, pero de todas formas una regla o la otra es violada y debe comenzarse nuevamente.
- Cada participante debe contribuir con al menos un número; ninguno puede quedarse callado durante todo el juego.
- Los participante usualmente se sientan de espaldas o en un cuarto oscuro, para que no puedan usarse señales corporales.
- Ningún jugador puede decir dos números seguidos (por ejemplo, una persona que dice "6" no puede decir "7").
- "Ciclos A-B" tampoco son permitidos. Mientras que generalmente es aceptado que el jugador A diga "6", después B "7" y A "8", que este patrón continúe no sería permitido.
- Similarmente, patrones reconocibles no son aconsejables (jugadores contando en orden, en el sentido de las agujas del reloj o contrario) (este componente del éxito no está bien definido, pero como este juego no es usualmente jugado en disposiciones formales, usualmente no importa mucho).

## Dificultades
Este juego, especialmente en grandes grupos, es bastante difícil. Si surge un ritmo, es probable que dos jugadores digan un número al mismo tiempo.
La impaciencia también es un obstáculo para los jugadores en este juego. Estratégicamente hablando, es mejor para los jugadores esperar y tener intervalos más grandes entre números, ya que esto reduce la probabilidad de superposición. Sin embargo, los jugadores se ponen nerviosos durante las demoras y usualmente deciden "hacerse cargo" de la situación diciendo el siguiente número.
- Datos: Q5954222